# Loren McMurray
Loren Dallas McMurray (auch Loring McMurray, * 19. September 1897 in McPherson (Kansas); † 29. Oktober 1922 in New York City) war ein US-amerikanischer Jazzmusiker (Altsaxophon, Klarinette). In seiner kurzen Karriere war er an Hunderten von Aufnahmen beteiligt, darunter mit Gruppen wie Lanins Southern Serenaders, Baileys Lucky Seven, The Virginians, Original Memphis Five und den Orchestern von Ben Selvin.

## Leben und Wirken
McMurrays Vater Dallas leitete Territory Bands in der Gegend von Kansas, in der Loren aufwuchs, und  gründete eine Familien-Saxophonband im Stil des kanadischen Vaudeville-Act Six Brown Brothers. Schon als Teenager glänzte Loren auf seinem Instrument und wurde in der lokalen Presse als „McPhersons Prinz der Musik“ bezeichnet. Loren McPherson verließ 1917 seine Familie, um sich der Musik zu widmen, und fand seinen Weg nach Kansas City, wo er im Society-Orchester des Geigers Emil Chaquette spielte und schon bald als begabter Saxophonist erkannt wurde, der zeitweise mit Künstlern spielte, die später berühmt wurden, darunter Willard Robison (in Oklahoma) und im Coon-Sanders Original Nighthawks Orchestra um den aus Kansas stammenden Carleton Coon.
Schließlich schloss sich McMurray dem Orchester von Eddie Kuhn an, das einen Kansas-City-Sound hatte, den die Zeitungen wegen seiner Ausgelassenheit und der Instrumentierung, zu der auch ein Akkordeon gehörte, als „Wild West Jazz“ bezeichneten. Ihr Einfluss ist in Bennie Motens Band zu spüren, zu dessen Instrumentarium auch ein Akkordeon gehörte. Mit der Kuhn-Band reiste McMurray im Sommer 1920 für seine ersten Aufnahmen nach New York und machte Aufnahmen für Emerson und Pathé, die sich gut verkauften. Weitere Aufnahmen entstanden im Mai und September mit Harry Raderman's Jazz Orchestra. Ende des Jahres 1920 kehrte er mit der Kuhn-Band in der Hoffnung zurück, weiteres Material aufzunehmen, was aber aus unerklärlichen Gründen vereitelt wurde, und innerhalb weniger Monate trennte sich die Band nach mehreren Wechseln und einer kurzen Phase mit McMurray als Co-Leader. Trotz der Möglichkeit, eine Band in Kansas City zu leiten, verspürte McMurray den Ruf New Yorks und zog bald mit seiner Frau um, um eine Karriere als Musiker im Orchester von Mike Markel zu verfolgen.

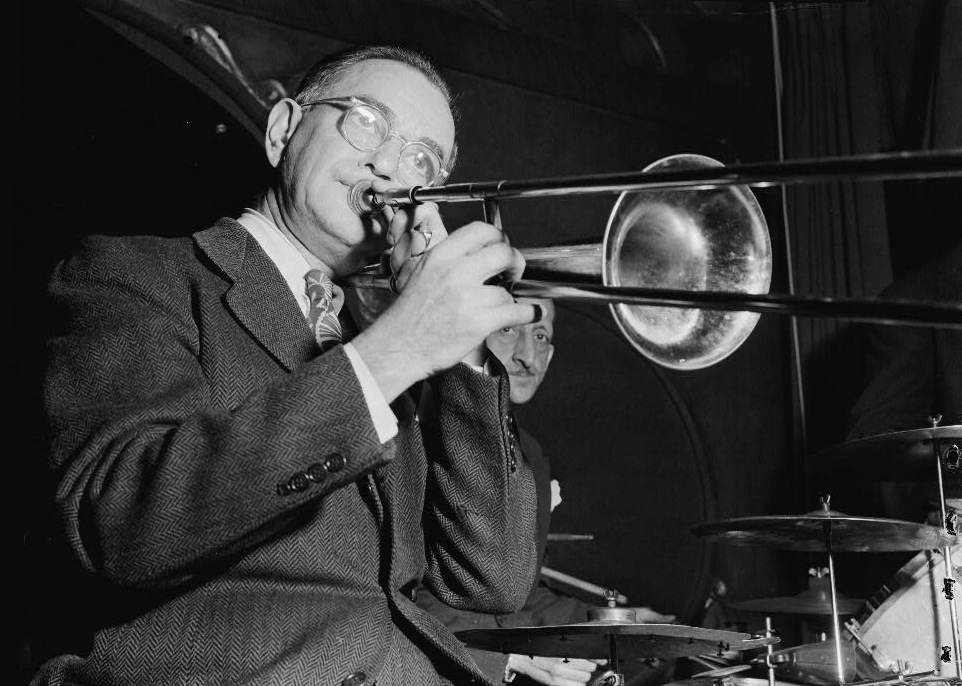
Miff Mole, ca. Juni 1946. Foto: William P. Gottlieb.

Während McMurray bei Markels Orchester blieb, kam es auch zu Sessions mit Sam Lanins Southern Serenaders, Baileys Lucky Seven und anderen für Aufnahmen zusammengestellten Jazzgruppen dieser Zeit, wie Bailey's Lucky Seven, Jazzbo's Carolina Serenaders, Ladd's Black Aces oder Lanin's Southern Serenaders, mit Musikern wie Phil Napoleon, Miff Mole, Doc Berendsohn und Frank Signorelli. Im Jahr 1922 wurde er zum Star und wurde immer prominenter in den Vordergrund gerückt. Er machte Aufnahmen mit Ben Selvin und für Gus Haenschen; viele Bandleader wollten, dass er sich ihnen anschloss, einige von ihnen machten Touren außerhalb New Yorks. Schließlich schloss er sich der Band von Eddie Elkins an, der aus Kalifornien stammte und eine ungewöhnlich innovative Tanzband hatte. Sie tourten unter dem Dach der Organisation von Paul Whiteman. McMurray wurde bald in Whitmans jazzorientierte Gruppe The Virginians aufgenommen und ist auf fast allen deren Platten zu hören. Er wurde auch einer Whiteman-Saxophongruppe zugeteilt, mit der er sehr vertraut war.
Im Sommer 1922 leitete McMurray seine eigene Gruppe für Gennett Records, McMurrays California Thumpers, und nahm den Titel „Haunting Blues“ auf. Die Autoren Meagan Hennessey, Mark Berresford und Colin Hancock beschreiben es als „besonders auffällig. Sein Solochor war anders als alles, was zuvor im Jazz oder auf dem Saxophon aufgenommen wurde, und er singt die Melodie von Henry Busse auf eine Art und Weise, die auf die cooleren Stile zukünftiger Musiker wie Frankie Trumbauer und Lester Young hinweist.“ Weiterer Titel dieser Session war „Just Because You're You, That's Why I Love You“; im September 1922 entstanden für Gennett Records noch „Oogie Oogie Wa Wa“ und „Blue“.
Im Oktober 1922 sah es für McMurrays Karriere besser aus als je zuvor. Eddie King von Victor Records zeigte Interesse, ihn unter Vertrag zu nehmen, und McMurray verdiente hervorragend. Dann wurde er im Alter von nur 25 Jahren von einer Infektion heimgesucht, an der er bald darauf verstarb. Bestattet wurde er auf dem McPherson Cemetery in seinem Geburtsort.

## Würdigung
Laut Meagan Hennessey, Mark Berresford und Colin Hancock scheint Harlan Leonard von Bennie Motens Kansas City Orchestra von McMurray beeinflusst zu sein, dessen Erbe in dieser Stadt stark spürbar war. Das Gleiche gilt für Coleman Hawkins, der sich bei Aufnahmen mit Mamie Smith auf McMurray bezieht. Auch die Holzbläser des Coon Sanders-Orchesters aus Kansas City führten sein Vermächtnis fort. Seine bereits prominenten Zeitgenossen wie Bennie Krueger wurden durch seine Innovationen dazu gedrängt, ihr Spektrum zu erweitern.
Die (von Hennessey, Berresford und Hancock herausgegebene) Anthologie The Moaninest Moan of Them All: The Jazz Saxophone of Loren McMurray, 1920-1922 (Archeophone Records) wurde für die Grammy Awards 2024 in der Kategorie Bestes Historisches Album nominiert.

## Diskographische Hinweise
- Eddie Kuhn's Dance Specialists: Rose of Bagdad / Fair One (Emerdon, 1920)
- Lanin's Southern Serenaders: Gypsy Blues / My Sunny Tennessee (Emerson, 1922)
- Bailey's Lucky Seven: I've Got My Habits On / In My Heart, On My Mind All Day Long (Gennett, 1922)
- Bailey's Lucky Seven: How Many Times / Wimmin (Gennett, 1922)
- Original Memphis Five: Those Longing For You Blues / Lonesome Mama Blues (Regal, 1922)
- Bailey's Lucky Seven: Carolina Mammy / Everything Is K.O. In K. Y. (Gennett, 1923)